# ニック・スタール
ニック・スタール（Nick Stahl, 1979年12月5日 - ）は、アメリカ合衆国テキサス州出身の俳優。

## 来歴・人物
4歳のとき、母親に連れられて見に行った劇に感銘を受け、俳優を志す。その後CMやテレビ番組への出演を経て、12歳でメル・ギブソンの『顔のない天使』に出演する。その後もテレンス・マリックの『シン・レッド・ライン』やトッド・フィールドの『イン・ザ・ベッドルーム』など話題作に出演。2003年には『ターミネーター3』でジョン・コナー役を演じる。

### 私生活
2009年に結婚、娘が一人生まれるも、2012年1月から別居状態となり、娘との面会には「24時間以内にドラッグ摂取をしたか検査を受ける」という条件が妻側から申請されている。
2012年5月14日、別居中の妻から警察へ捜索願が出された。ロサンゼルスの犯罪多発地区として知られるスキッド・ロウに頻繁に出入りしており、トラブルに巻き込まれた可能性もあると見られていたが、その後、複数の友人に無事を知らせるメールを送信し、リハビリ施設に入所していることがわかった。
しかしわずか一ヶ月後に医師の制止を振り切ってリハビリ施設を出て行方不明となる。7月21日に再発見され治療を受けることとなったが、薬物乱用の悪癖は改善されず2013年6月には覚醒剤所持で逮捕された。

## 主な出演作品

### 映画
| 公開年 | 邦題 原題                                             | 役名                                      | 備考           |
| ------ | ----------------------------------------------------- | ----------------------------------------- | -------------- |
| 1992   | ヴァージニアの告白/過去のない女 Woman with a Past     | ブライアン                                | テレビ映画     |
| 1993   | 顔のない天使 The Man Without a Face                   | チャールズ・E・ノースタッド（チャック）   |                |
| 1994   | インシデント! 弁護士ハーモン Incident in a Small Town | ジョン・ベル・トレントン                  | テレビ映画     |
| 1994   | 運命の絆 Safe Passage                                 | サイモン・シンガー                        |                |
| 1995   | トール・テイル/パラダイス・ヴァレーの奇跡 Tall Tale   | ダニエル・ハケット                        |                |
| 1998   | 洗脳 Disturbing Behavior                              | ギャヴィン                                |                |
| 1998   | シン・レッド・ライン The Thin Red Line                | ビード一等兵                              |                |
| 1999   | Lover's Prayer はつ恋 Seasons of Love                 | グローバー                                | テレビ映画     |
| 2000   | サンセット・ストリップ Sunset Strip                   | ザック                                    |                |
| 2001   | イン・ザ・ベッドルーム In the Bedroom                 | フランク・ファウラー                      |                |
| 2001   | BULLY ブリー Bully                                    | ボビー・ケント                            |                |
| 2002   | タブー Taboo                                          | クリスチャン・ターナー                    | 日本劇場未公開 |
| 2002   | ウェイステッド 私たちの最悪な一年 Wasted              | クリス                                    | テレビ映画     |
| 2003   | ターミネーター3 Terminator 3: Rise of the Machines    | ジョン・コナー                            |                |
| 2005   | シン・シティ Sin City                                 | ロアーク・ジュニア / イエロー・バスタード |                |
| 2007   | バンク・クラッシュ How to Rob a Bank                  | ジンクス                                  | 日本劇場未公開 |
| 2008   | ギプスの女 Quid Pro Quo                               | アイザック・ノット                        | 日本劇場未公開 |
| 2009   | たった一人のあなたのために Sleepwalking               | ジェイムズ・リーディー                    | 日本劇場未公開 |
| 2010   | ミラーズ2 Mirrors 2                                   | マックス                                  | ビデオ映画     |
| 2011   | 388 388 Arletta Avenue                                | ジェームズ                                |                |
| 2019   | The Murder of Nicole Brown Simpson                    | Glen Edward Rogers                        |                |
| 2020   | Hunter Hunter                                         | Lou                                       |                |
| 2021   | What Josiah Saw                                       | Eli Graham                                |                |
| 2021   | Night Blooms                                          | Wayne                                     |                |
| 2023   | 聖闘士星矢 The Beginning Knights of the Zodiac        | カシオス                                  |                |

### テレビシリーズ
| 放映年    | 邦題 原題                                                  | 役名                 | 備考                                |
| --------- | ---------------------------------------------------------- | -------------------- | ----------------------------------- |
| 2003-2005 | カーニバル Carnivàle                                       | ベン・ホーキンス     | 計24話出演                          |
| 2009      | LAW & ORDER:性犯罪特捜班 Law & Order: Special Victims Unit | ピーター・ハリソン   | シーズン10 第22話「終わらない悪夢」 |
| 2012      | ボディ・オブ・プルーフ 死体の証言 Body of Proof            | マーセル・トレヴィノ | 計2話出演                           |
| 2021      | フィアー・ザ・ウォーキング・デッド Fear The Walking Dead   | ライリー             | 計5話出演                           |